# Kontakt East Holding
Kontakt East Holding AB (publ) — шведский холдинг, созданный в 2006 г. для инвестиций в российские медиа. Крупнейшим акционером холдинга является шведский концерн Kinnevik, в портфель которого помимо прочего входят оператор связи Tele2, СТС Медиа, газета МЕТРО news и проект Avito.ru.

## Активы холдинга
ООО «ЖЕЛТЫЕ СТРАНИЦЫ» являлся издателем телефонных справочников «Желтые страницы» по всей России и владельцем информационно-справочных сайтов. Компания оказывала услуги по размещению рекламы в печатных и онлайн продуктах, а также предоставляла информационные услуги по базам данных. Подразделения компании находились в одиннадцати городах России. В 2011 году Kontakt East Holding полностью отказался от этого бизнеса из-за его бесперспективности, прекратив сначала выпуск справочника в Москве, а затем продав все региональные офисы вместе с базой и технологиями менеджменту петербургского офиса.
ООО «КЕХ еКоммерц» — дочерняя компания холдинга в России, основанная для игры на рынке электронной коммерции. Деятельность компании началась весной 2007 года. В октябре 2007 года ООО «КЕХ еКоммерц» открыла торговую площадку Avito.ru. В октябре 2008 года торговая площадка была разделена на два самостоятельных ресурса.
ООО «Русский Супер Спорт» — российская компания, созданная холдингом совместно с Access Sports International (США) в 2008 г. Занимается созданием и продвижением спортивных фэнтези-игр на российском рынке. В ноябре 2008 г. ООО «Русский Супер Спорт» запустила Интернет-ресурс — хоккейную онлайн-игру на базе событий Континентальной хоккейной лиги.

## История
Январь 2006 — дата основания холдинга. Приобретение российских активов компании Eniro International AB
Ноябрь 2006 — получение листинга и начало торговли акциями холдинга на бирже OMX First North.
Декабрь 2006 года — присоединил к себе ЗАО издательство "М плюс Б".
Февраль 2007 — основание дочерней российской компании ООО «КЕХ еКоммерц» для развития электронной коммерции в России.
Август 2007 — Приобретение компании YPI Yellow Pages Ltd (YPI)
Октябрь 2007 — запуск первого проекта ООО «КЕХ еКоммерц» — площадки для электронной торговли.
Декабрь 2007 — эмиссия новых акций с преимущественным правом выкупа для существующих акционеров
Май 2008 — основные акционеры холдинга, Kinnevik и Vostok Nafta, предлагают обратный выкуп всех акций Kontakt East за наличные деньги
Июль 2008 — Делистинг акций холдинга на бирже OMX First North
Декабрь 2008 — запуск первого проекта ООО «Русский Супер Спорт» — хоккейной онлайн-игры.
Август 2011 — Kontakt East Holding, некогда крупнейший в России издатель телефонных справочников «Желтые страницы», полностью отказался от этого бизнеса из-за его бесперспективности.